# TSG Terpsichore Friedberg TSA Friedberg

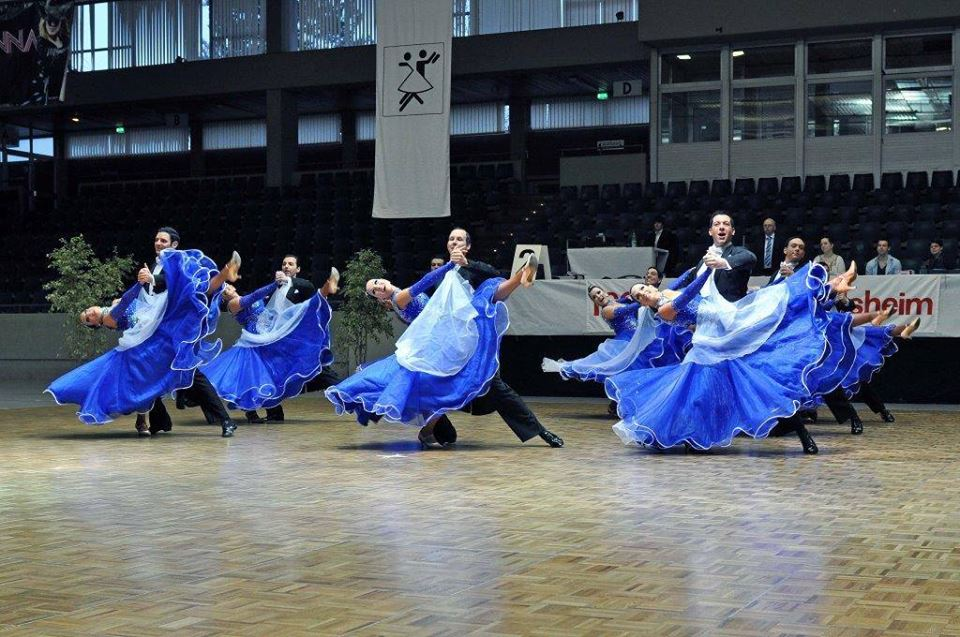
Standardformation des Vereins (2015)

Die TSG Terpsichore Friedberg e. V. – TSA Friedberg ist ein Tanzsportverein in Friedberg (Hessen). Die Standardformation des Vereins startete in der Saison 2015/2016 in der 1. Bundesliga Standard.
Der Verein bietet Turniertanz im Einzel sowie verschiedene Hobby- und Breitensportgruppen.

## Geschichte
Der Verein wurde am 11. Oktober 1993 auf Initiative von August und Claudia Wehrheim sowie Ilona Witte gegründet. Die Wehrheims betreiben eine Tanzschule. Ilona Witte war Trainerin der Standardformation, August Wehrheim Trainer der Lateinformation der TSA Friedberg.

## Standardformation
Die Standardformation wurde bereits 1991 noch vor Gründung des Vereins ins Leben gerufen. Sie startete durchgängig bei Ligaturnieren, zunächst in der Ober- und Regionalliga Süd Standard. 2003 stieg sie in die 2. Bundesliga auf. Dort tanzte die Standardformation der TSA Friedberg bis 2006, bevor sie in den Folgejahren aufgrund von Personalmangel wieder bis in die Oberliga Süd Standard abstieg.
In der Saison 2010/2011 trat die Mannschaft wieder in der Regionalliga Süd Standard an und belegte Platz 4. Im Folgejahr erreichte die Formation mit dem neuen Trainer Maximilian Witte Platz 2 und qualifizierte sich so zur Teilnahme am Aufstiegsturnier zur 2. Bundesliga Standard. Diese Erfolge konnten in der Saison 2012/2013 wiederholt werden. Seit der Saison 2013/2014 ist Thorsten Heimann, der frühere Trainer der Standardformation des TC Rot-Weiss Casino Mainz, einer der Trainer der Standardformation. Die Mannschaft belegte in dieser Saison Platz 1 in der Regionalliga Süd Standard und stieg beim Aufstiegsturnier in die 2. Bundesliga Standard auf.
Die Saison 2014/2015 beendete die Formation als Drittplatzierter der 2. Bundesliga Standard. Nachdem der TSC Schwarz-Gold Göttingen im Herbst 2015 sein B-Team aus der 1. Bundesliga Standard zurückgezogen hatte, rückte die Standardformation der TSA Friedberg auf den freigewordenen Startplatz nach. Anfang Juni verließ die Standardformation den Verein und schloss sich dem TSC Metropol Hofheim an, mit dem sie in der Saison 2016/2017 in der 2. Bundesliga Standard als Formationsgemeinschaft Rhein-Main an den Start geht.

## Musikalische Themen
- 1993/1994 und 1994/1995: „My Fair Lady“
- 1995/1996 und 1996/1997: „Die Drei Tenöre“
- 1997/1998 und 1998/1999: „My Fair Lady“
- 1999/2000 bis 2001/2002: „High Scoiety“
- 2002/2003 bis 2004/2005: „Chicago“
- 2005/2006 und 2006/2007: „Moulin Rouge“
- 2007/2008 und 2008/2009: „Chicago“
- 2009/2010: „James Bond“
- 2010/2011: „Chicago“
- 2011/2012 und 2012/2013: „Pirates of the Caribbean“
- 2013/2014 und 2014/2015: „Dreamworld“ (erste eigene Choreografie von Maximilian Witte)
- 2015/2016: „Made in Germany“ (erste eigene Choreografie und Musik)
- 2016/2017: „Made in Germany“
- 2017/2018: „Duets of Passion“ (zweite eigene Choreografie und Musik von Stephan Frank)

## Trainer der Standardformation
- 1993/1994 bis 2006/2007: Ilona Witte
- 2003/2004 bis 2012/2013: Maximilian Witte
- 2013/2014 und 2014/2015: Maximilian Witte & Thorsten Heimann
- 2015/2016: Thorsten Heimann & Sabine Vorbrodt
- seit 2016/2017: Stephan Frank